# Де Деккер, Пьер
Пьер (Питер) Жак Франсуа де Деккер (1812 год, Зеле, Восточная Фландрия — 4 января 1891 года, Брюссель) — бельгийский католический политический и государственный деятель, писатель.
Учился в иезуитской школе, изучал право в Париже, после чего стал корреспондентом газеты Revue de Bruxelles. В 1839 году он был избран в Бельгийскую адвокатскую палату, где он заработал хорошую репутацию благодаря своим выдающимся ораторским способностям. Был членом парламента с 1839 до 1866 года.
В 1855 году де Деккер стал министром внутренних дел и премьер-министром Бельгии. Стал первым фламандцем на посту главы правительства со времён обретения независимости Бельгией.
В 1866 году он оставил политику и занялся бизнесом, но потерпел крах. Он начал участвовать в финансовых спекуляциях, что испортило его безупречную репутацию, а также привело к потере большей части состояния. Поэтому, когда в 1871 году он был назначен губернатором провинции Лимбург, возмущение избирателей было настолько сильным, что он был вынужден уйти в отставку. Умер Пьер де Деккер в 1891 году.

## Литературные работы
Де Деккер, который был членом Королевской Академии наук и искусств Бельгии, является автором нескольких исторических и иных работ, из которых наиболее известными являются:
- Études historiques et critiques sur les monts-de-piété en Belgique (Брюссель, 1844)
- De l’influence du libre arbitre de l’homme sur les fails sociaux (1848)
- L’esprit de parti et l’esprit national (1852)
- Étude politique sur le vicomte Ch. Vilain Xliii (1879)
- Épisodes de l’histoire de l’art en Belgique (1883)
- Biographie de H. Conscience (1885)